# Вайтвотер (Канзас)
Вайтвотер (англ. Whitewater) — місто (англ. city) в США, в окрузі Батлер штату Канзас. Населення — 661 особа (2020).

## Географія
Вайтвотер розташований за координатами 37°57′48″ пн. ш. 97°8′46″ зх. д. / 37.96333° пн. ш. 97.14611° зх. д. (37.963392, -97.146218).  За даними Бюро перепису населення США в 2010 році місто мало площу 1,03 км², уся площа — суходіл.

## Демографія
Згідно з переписом 2010 року, у місті мешкало 718 осіб у 254 домогосподарствах у складі 189 родин. Густота населення становила 699 осіб/км².  Було 267 помешкань (260/км²).
Расовий склад населення:
| - 93,3 % — білих - 1,8 % — корінних американців - 0,8 % — вихідців з тихоокеанських островів - 0,1 % — азіатів |

До двох чи більше рас належало 3,5 %. Частка іспаномовних становила 2,6 % від усіх жителів.
За віковим діапазоном населення розподілялося таким чином: 25,6 % — особи молодші 18 років, 54,6 % — особи у віці 18—64 років, 19,8 % — особи у віці 65 років та старші. Медіана віку мешканця становила 42,7 року. На 100 осіб жіночої статі у місті припадало 91,5 чоловіків;  на 100 жінок у віці від 18 років та старших — 84,8 чоловіків також старших 18 років.
Середній дохід на одне домашнє господарство  становив 61 709 доларів США (медіана — 50 156), а середній дохід на одну сім'ю — 75 198 доларів (медіана — 66 607). Медіана доходів становила 48 281 долар для чоловіків та 29 688 доларів для жінок. За межею бідності перебувало 10,1 % осіб, у тому числі 9,2 % дітей у віці до 18 років та 7,3 % осіб у віці 65 років та старших.
Цивільне працевлаштоване населення становило 308 осіб. Основні галузі зайнятості: освіта, охорона здоров'я та соціальна допомога — 41,6 %, виробництво — 18,5 %, роздрібна торгівля — 11,7 %, мистецтво, розваги та відпочинок — 7,1 %.